# Гліоксисома
Гліоксисо́ма — клітинна органела, характерні одномембранні везикули, притаманні рослинам. Везикули, або мікротільця рослин поділяють на гліоксисоми, пероксисоми та неспеціалізовані мікротільця.
Є аналогоми пероксисом у ссавців, глікосом у трипаносомах та тілець Вороніна в деяких видів грибів.
Відкриті американським фізіологом рослин британського походження Гаррі Біверсом на початку 1960-х років. Досліджуючи ферменти гліоксилатного циклу, Біверс зі співробітниками виявили, що ці ферменти активні в мембранній фракції зруйнованих клітин, що не містила мітохондрій. Виявлені везикули вони назвали гліоксисомами.
Гліоксисомами вважаються мікровезикули, які містять принамні ізоцитратліазу та малатсинтазу. Вони наявні в клітинах зародків рослин, які активно розвиваються, а по ходу розвитку перетворюються на пероксисоми листків рослин.